# Martha von Papen

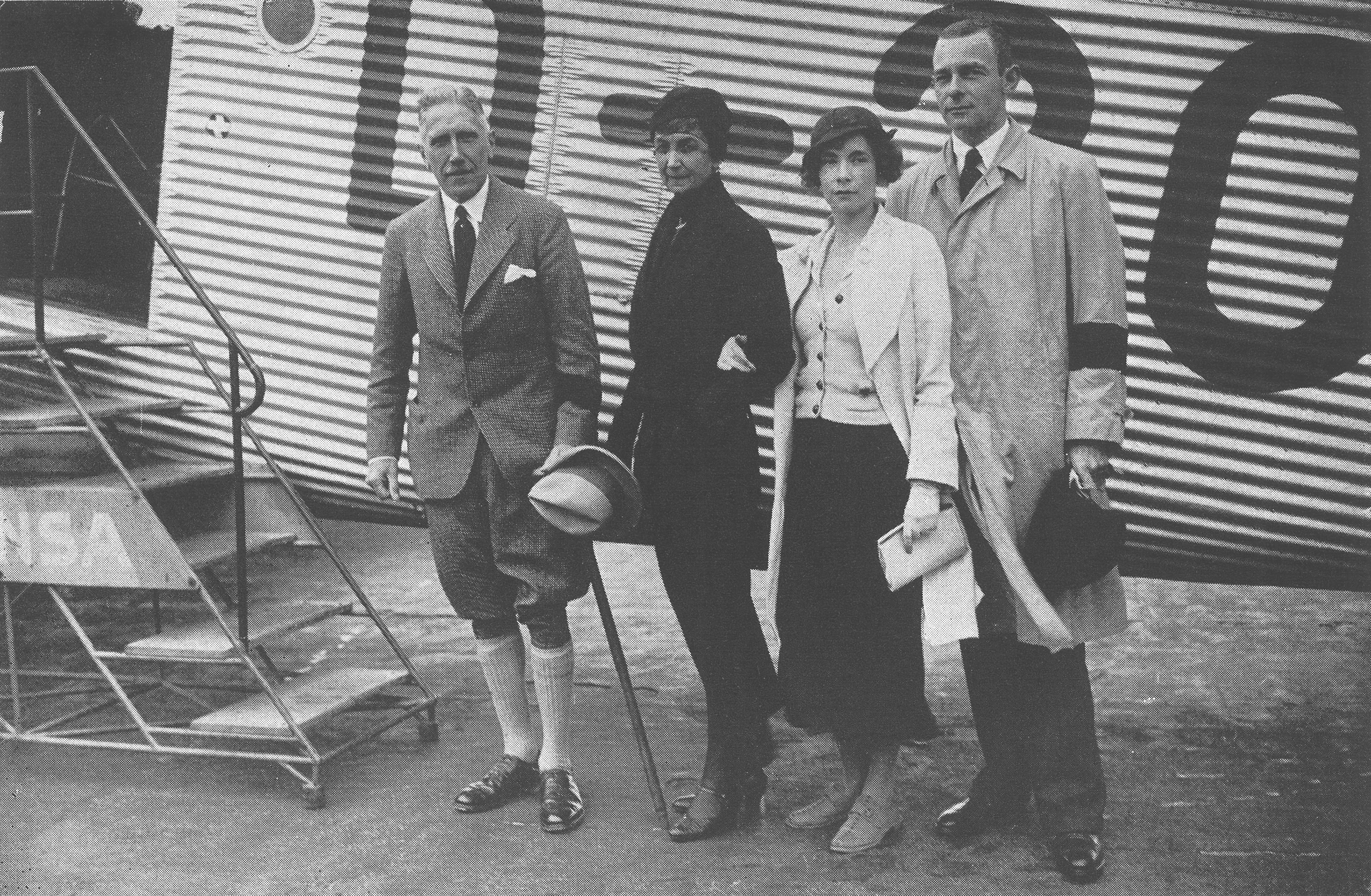
Martha von Papen, 2. von links (1934)

Martha Oktavia Marie von Papen, geborene Boch-Galhau (* 28. Dezember 1880 in Mettlach; † 18. Februar 1961 in Obersasbach) war die Ehefrau des Reichskanzlers Franz von Papen.

## Leben
Martha von Boch-Galhau war die jüngste Tochter des saarländischen Industriellen René von Boch-Galhau, Inhaber der Keramikfabriken Villeroy & Boch. Ihre älteren Brüder waren die Industriellen Robert von Boch-Galhau und Luitwin von Boch-Galhau. Aufgrund der familiären Bindungen ihrer Familie nach Frankreich sprach sie ihr Leben lang im privaten Kreis vorzugsweise Französisch.
Am 3. Mai 1905 heiratete Boch-Galhau, die damals als eine der reichsten Erbinnen im Deutschen Reich galt, den kaiserlichen Offizier Franz von Papen. Aus der Ehe, die mehr als fünfzig Jahre dauerte, gingen vier Töchter und ein Sohn hervor. Die reiche Mitgift, die Martha in ihre Ehe mitbrachte, machte ihren Ehemann zu einem wohlhabenden Mann. Franz von Papen, der um die Anerkennung seines Schwiegervaters bemüht war, der unter den Offizieren nur die Generalstäbler schätzte, entschloss sich, die Preußische Kriegsakademie zu besuchen und die Generalstabslaufbahn einzuschlagen. So hatte die Verbindung zwischen Martha und Franz von Papen einen maßgeblichen Anteil daran, den Grundstein für Papens erfolgreiche militärische und damit die Voraussetzung für seine spätere Karriere als Politiker und Diplomat zu legen.
Nach dem Ersten Weltkrieg lebte Martha von Papen zunächst auf einem gepachteten Gut in Merfeld in Westfalen, bevor die Familie 1929 auf das im damaligen Saargebiet gelegene Gut Wallerfangen, das Martha von Papen zu diesem Zeitpunkt von einem Onkel geerbt hatte, übersiedelte.
Während der Amtszeit ihres Ehemannes als deutscher Regierungschef von Juni bis Dezember 1932 nahm Martha von Papen zahlreiche repräsentative Funktionen als „erste Frau im Staat“ wahr. In den Jahren 1932 bis 1934 lebte sie zusammen mit ihm im Herzen des Berliner Regierungsviertels in der Wilhelmstraße und später in der Lennéstraße. Von 1934 bis 1944 begleitete sie ihn auf seinem Posten als deutscher Gesandter bzw. Botschafter in Wien und in Ankara.
Im Gegensatz zu ihrem Ehemann lehnte Martha von Papen eine Regierungsbeteiligung der NSDAP zum Jahreswechsel 1932/1933 ab und hielt die diesbezüglichen Anstrengungen ihres Gatten für einen Fehler. Unter ausländischen Diplomaten war sie dafür bekannt, Hitler zu verachten und zu verabscheuen sowie den Hitlergruß kategorisch – selbst in der Gegenwart des Diktators – zu verweigern.
Martha von Papen war Dame des Ritterordens vom Heiligen Grab zu Jerusalem. Sie wurde am 20. August 1933 in Jerusalem durch Filippo Kardinal Camassei in den Ritterorden vom Heiligen Grab zu Jerusalem investiert.

## Nachkommen
Aus Boch-Galhaus Ehe mit Franz von Papen gingen der Sohn Friedrich Franz von Papen (1911–1983) sowie die Töchter Marie Antoinette Martha Michaela (1906–1993), Margaretha (1908–1995), Isabella (1914–2008) und Stefanie (* 14. Juni 1919 in Haus Merfeldt, Dülmen; † 3. März 2016 in Mas de Laval, Collias) hervor.